# Egg in the basket
L'egg in the basket (lett. "uovo nel cestino") è un piatto per la colazione statunitense. Si ottiene mettendo a friggere una fetta di pane imburrato con un uovo al centro. Può essere accompagnato da un contorno vegetale. Esistono diverse varianti realizzate con altri tipi di pane.

## Storia
L'alimento, di origini incerte, venne inventato a cavallo tra l'Ottocento e il Novecento. La ricetta dell'egg in the basket apparve per la prima volta nel Boston Cooking-School Cook Book (1896) di Fannie Merritt Farmer con il nome di egg with a hat. Nello stesso periodo, molti cuochi italo-americani idearono delle versioni del piatto che avevano, a seconda dei casi, un contorno di pomodori o di peperoni.
In seguito, l'egg in the basket venne popolarizzato grazie alla cultura di massa almeno a partire dagli anni Quaranta, periodo in cui uscì il film Appuntamento a Miami (1941), ove appare l'alimento. Oggi le egg in the basket sono popolarissime in tutti gli USA ove hanno molti nomi diversi come egg in the basket, egg in a basket, egg in a frame, egg in a hole, eggs in a pocket, one-eyed jack, baby in the hole e toad in a hole (quest'ultimo un nome usato anche per indicare un diversissimo secondo piatto britannico).